# Mihri Müşfik Hanım
Mihri Müşfik Hanım właśc. Mihri Achba (ur. 26 lutego 1886 w Kadıköy, zm. 1954 w Nowym Jorku) – turecka malarka.

## Życiorys
Pochodziła z rodziny książęcej, wywodzącej się z Abchazji. Była córką lekarza i anatoma Ahmeda Rasima Paszy. Mihri w dzieciństwie pobierała pierwsze lekcje rysunku u włoskiego orientalisty Fausto Zonnaro, mającego pracownię w Stambule. Kiedy zakochała się w dyrektorze włoskiego cyrku, który występował w Stambule wyjechała wraz z nim do Rzymu, a następnie do Paryża. W Paryżu mieszkała w dzielnicy Montparnasse, gdzie zajęła się malowaniem portretów. Utrzymywała się z wynajmu części mieszkania studentom. Jeden z nich Müşfik Selami Bej, studiujący na Sorbonie został później jej mężem. 
W czasie pobytu w Paryżu Mihri poznała Cevita Beja, osmańskiego ministra finansów, który prowadził negocjacje z rządem francuskim. Cevit Bey rekomendował młodą artystkę, dzięki czemu miała uzyskać posadę nauczyciela rysunku w szkole dla dziewcząt w Stambule. Powróciła do kraju w 1913, rok później rozpoczęła swoją działalność szkoła sztuk pięknych, w której Mihri objęła stanowisko dyrektora. W czasie pobytu w Stambule związała się ze środowiskiem poetów Edebiyat-ı Cedide (Nowa Literatura), a zwłaszcza z działającym aktywnie w tym środowisku Tevfikiem Fikretem. Dom Fikreta pełnił funkcję pracowni malarskiej Mihri. Większość jej dzieł z tego okresu stanowiły portrety. Powiązania artystki ze środowiskiem młodotureckim ściągnęły na nią krytykę, co zmusiło ją do wyjazdu ze Stambułu. W 1919 wyjechała do Włoch, gdzie malowała portrety (w tym portret papieża Benedykta XV), a także odnawiała freski. Po kilkuletnim pobycie we Włoszech w 1922 powróciła do kraju. W 1923 rozwiodła się z Müşfikiem Selami Bejem, przez pewien czas była związana z włoskim poetą Gabriele D’Annunzio.
Po powrocie do kraju namalowała portret Kemala Atatürka w mundurze, który przedstawiła mu osobiście w czasie wizyty w jego rezydencji w Ankarze. Był to pierwszy portret Atatürka wykonany przez tureckiego malarza. Przed rokiem 1928 osiedliła się w Stanach Zjednoczonych, gdzie malowała portrety, ale także rysowała ilustracje do czasopism. W latach 1938–1939 pracowała jako hostessa na Wystawie Światowej w Nowym Jorku. Ostatnie lata życia spędziła w nędzy. Zmarła w 1954, spoczywa na cmentarzu Hart Island w Nowym Jorku.